# Jean-Luc Picard
Jean-Luc Picard es un personaje ficticio en el universo de Star Trek, representado por el actor británico Patrick Stewart. Es el Capitán de la nave USS Enterprise-D y USS Enterprise-E, naves insignias de la Flota Estelar en la serie de televisión de ciencia ficción Star Trek: The Next Generation y en las películas Star Trek: Generations, Star Trek: First Contact, Star Trek: Insurrection y Star Trek: Nemesis. Es también el protagonista de la serie Star Trek: Picard, aquí con rango de Almirante pero retirado.

## Historia

### Biografía
Jean-Luc Picard, hijo de Maurice e Yvette Picard, nació en La Barre, Francia, el 13 de julio de 2305 y desde pequeño soñaba con unirse a la Flota Estelar.
Jean Luc y el resto de su familia suelen hablar en inglés con cierto acento. Según el episodio Código de Honor, en el siglo XXIV el francés es considerado un lenguaje arcaico. No obstante, Picard recuerda canciones tradicionales francesas como "Frère Jacques" (la cual ejecuta en su flauta en "The Inner Light") y también suele maldecir o hablar ocasionalmente en francés.
El joven Picard fracasó su primer examen de ingreso a la Academia de la Flota, y al momento del ingreso, se encontró con numerosas dificultades éticas y escolares durante su carrera de cadete, pero (entrenado por el jardinero Boothby) logró desarrollar una pasión por la arqueología, y se convirtió en el primer novato en ganar el marathon académica. Poco después de la graduación, Picard fue apuñalado en el corazón por un Nausicaan, dejando el órgano irreparable y que requiere un reemplazo con un implante partenogenético; esto probaría ser casi fatal después. Picard finalmente sirvió como primer oficial a bordo del USS Stargazer, que más tarde se ordenó como Capitán. Durante ese tiempo, desarrolló una táctica nueva de ataque a alta velocidad (más rápido que la luz; creando la ilusión óptica de que la nave esta en dos sitios a la vez) esa maniobra se conocería como la Maniobra Picard.
Representado como profundamente moral, muy lógico, e inteligente, Picard es un maestro de la diplomacia y el debate; resuelve los problemas aparentemente irresolubles entre múltiples partes, a veces es implacable, pero con sabiduría. Aunque tales resoluciones son generalmente pacíficas, Picard también se muestra con una notable astucia táctica en situaciones en las que sea necesario. Picard tiene una afición por las novelas policíacas, además del drama de Shakespeare y de la arqueología. Él gusta frecuentemente beber té Earl Grey y la emisión de una orden diciendo: "Hagámoslo."
Star Trek: The Next Generation presenta a Picard como capitán del USS Enterprise (NCC-1701-D). El episodio piloto muestra la misión de la nave para investigar un problema en la Estación Farpoint, cuando Q nombra a Picard el "representante" en un juicio contra la humanidad. Picard persuade a Q para que pruebe la humanidad y Q elige como primera fase de la prueba el comportamiento de la tripulación en Farpoint. En el episodio "extremos" siete años después (cuando Q recuerda la prueba a Picard ), en el final de la serie, la humanidad es absuelta por la demostración de Picard que la especie tiene la capacidad de explorar las "posibilidades de existencia".
Al final de la tercera temporada, "Lo mejor de ambos mundos, Parte I", Picard es asimilado al Colectivo Borg para servir como un puente entre la humanidad y los Borg (bautizado Locutus de Borg); la asimilación y recuperación de Picard son un punto crítico en el desarrollo del carácter, y proporcionan la historia de fondo de la película Star Trek: Primer Contacto y el desarrollo de Benjamin Sisko, protagonista de Star Trek: Deep Space Nine. Stewart pidió a Roddenberry que Picard se mantuviese como Borg durante unos episodios más allá del final de la tercera temporada, pensaba que sería más interesante que simplemente restaurar a Picard en la Parte II. Se reveló más tarde en el Primer Contacto, que partes de maquinaria Borg fueron retirados desde el interior de Picard, pero que conserva recuerdos traumáticos y persistentes, además de secuelas neurológicas de asimilación (que se convierten en un giro de la trama fundamental en Star Trek: First Contact).
El cuarto episodio de la temporada "Familia" revela que Picard tiene un hermano, Robert, quien se hizo cargo de los viñedos de la familia en La Barre después de Picard se unió la Flota Estelar. Robert y su esposa tienen un hijo pequeño, René, quien es sobrino de Picard. En la película Star Trek: Generations, Picard se entera de que Robert y René ambos han muerto en un incendio.
Picard une fuerzas con el legendario capitán del "Enterprise", James T. Kirk en Star Trek: Generations, para luchar contra el villano de la película el Dr. Tolian Soran. Al mando de la nueva USS Enterprise-E (después de la Enterprise-D se destruye en Generaciones), Picard se enfrenta de nuevo a los Borg en el Primer Contacto. Más tarde, él lucha contra la reubicación forzada de una especie, en Star Trek: Insurrection, y se encuentra con Shinzon, un romulano clonado de sí mismo, en Star Trek: Nemesis.
Es un arqueólogo ocasional, publicando sus trabajos en la Revista del Consejo de Arqueología de la Federación. Termina el trabajo de su maestro Galen, quien pensaba que Picard tenía que tomarse el oficio en serio, y descubre un antiquísimo mensaje dejado por una civilización de cuatro millones de años de antigüedad. Estudia de igual modo a la antigua civilización llamada Iconianos.
Es un avezado jinete y entre sus programas favoritos de la holocubierta figura una cabalgata por Arabia.
Tocaba el piano cuando era joven, tomando algunas lecciones, pero su cultura musical la absorbe durante el incidente en 2368 cuando su mente recibe las memorias de un personaje llamado Kamin, del planeta Kataan. El experimenta su vida por completo y entre sus recuerdos esta el de tocar la flautita Ressikan. Toma este instrumento como propio y lo ejecuta de vez en cuando. También posee un programa de música llamado "Picard Mozart, trío 1" donde toca melodías de este compositor alemán con su flauta.
Se ve envuelto en una relación con una bella mujer llamada Miranda Vigo en 2346, pero más tarde un muchacho dice ser su hijo y Miranda nunca le dijo esto a Jean Luc. El Ferengi Bok intenta matar a Jason Vigo en venganza porque Picard le mató al hijo supuestamente en 2344.
Conoce a Beverly Howard en 2348, y se enamora de ella, pero la rechaza por respeto a su amigo Jack Crusher, con quien ella más tarde se casa en 2348. Cuando Jack muere Picard no revela sus sentimientos a la doctora porque la considera una buena amiga.
Beverly enseña su amor a Picard en 2370 cuando poseen un dispositivo de ondas Psíquicas y se pueden leer la mente, y ya no había nada que esconder.
Con la trágica muerte de su hermano Robert y de su sobrino René, Picard sostiene ahora con más fuerza la idea de nunca tener hijos.
Otro de sus amores fue una líder carismática del planeta que posee poderes de rejuvenecer a todos en especial a Picard que vuelve a sentirse como un adolescente, pero como todo héroe de series y películas no pasa nada y se vuelve a la silla de capitán para vivir nuevas aventuras.

### Misiones destacadas
A Picard se le concedió el comando del USS Enterprise (NCC 1701-D) en 2364, una nueva nave clase Galaxia, por orden de la contralmirante Nora Satie. La primera misión de esta nave fue investigar el misterio concerniente a la estación Farpoint (capítulo «Encuentro en Farpoint»).
En ruta a Farpoint, Picard es nombrado "representante" de la raza humana en un juicio llevado a cabo por el enigmático y onmipotente Q, quien acusa a la humanidad de ser "una raza infantil salvajemente peligrosa" y amenaza con anular la capacidad de viajar por el espacio de la humanidad como castigo. Picard persuade a Q para que ponga a prueba a la humanidad, y Q escoge como primera prueba el comportamiento de la tripulación en Farpoint. El test, sin embargo, no termina sino hasta 7 años más tarde, cuando Q comienza otro juicio. Q aumenta las penas: si fallan, esto significaría la aniquilación de la humanidad antes de que existiera.

### Comandando el Enterprise E
Construido a raíz de la destrucción del Enterprise D, es a bordo de esta nave que ocurren los eventos relatados en Star Trek: First Contact, donde detiene una invasión Borg, Star Trek: Insurrection, donde tiene que detener corrupción dentro de la Federación, Star Trek: Nemesis (hasta el momento en películas), donde tiene que detener a un clon suyo, e infinidad de libros.

### Posterior
Se convirtió en almirante en 2385 cuando una supernova amenazaba con destruir Romulo. Quería salvar a la población romulana, pero un desastre misteriose causó a que la Federación no lo hiciese. Cuando amenazó con dimitir si no continuaban con ello, la Federación aceptó su dimisión y se retiró a su casa en Francia durante 14 años. Todo cambió con la aparición de una androide que tiene que ver con Data y que le pide ayuda. Eso le obliga otra vez a volverse activo fuera de la flota estelar. Durante sus acciones empieza a descubrir una decisiva conexión entre esa androide y el desastre misterioso de 2385 y jura luchar para poner otra vez en su sitio la Federación que ha abandonado sus ideales, lo que ha causado que ahora hay lugares en la galaxia fuera de la ley.

### Destinos Anteriores
- Comandó la U.S.S STARGAZER NCC 2893 Clase Constelación
- Comandó el U.S.S ENTERPRISE NCC 1701-D Clase Galaxia (Nave insignia)
- Comanda el U.S.S ENTERPRISE NCC 1701-E Clase Sovereign (Nave insignia)